# Дурххаузен
Дурххаузен (нем. Durchhausen) — община в Германии, в земле Баден-Вюртемберг. 
Подчиняется административному округу Фрайбург. Входит в состав района Тутлинген.  Население составляет 922 человека (на 31 декабря 2010 года). Занимает площадь 8,99 км².